# Raïon d'Ivolguinsk
Le raïon d'Ivolguinsk (en bouriate : Эбилгын аймаг, en russe : Иволгинский райо́н) est une subdivision administrative (raïon) et une municipalité (raïon municipal) de la république de Bouriatie en Russie. Son centre administratif est la localité d'Ivolguinsk, et sa population s'élevait à 67 429 habitants en 2023.

## Géographie
Le raïon se situe en Bouriatie, un sujet, en tant que république, de la Russie, situé dans le district fédéral extrême-oriental. La Bouriatie se situe en Sibérie orientale, dans la région montagneuse de Transbaïkalie.

## Politique et administration

### Statut
Le raïon est un des 21 raïons de la république de Bouriatie, dans le district fédéral extrême-oriental. Il est un raïon municipal, et comporte ainsi plusieurs municipalités à l'intérieur de lui,.

### Élections
Le raïon se trouve dans la circonscription législative fédérale de la Bouriatie (no 9).

### Divisions
Le raïon compte 28 localités réparties en 6 municipalités.